# William Peden

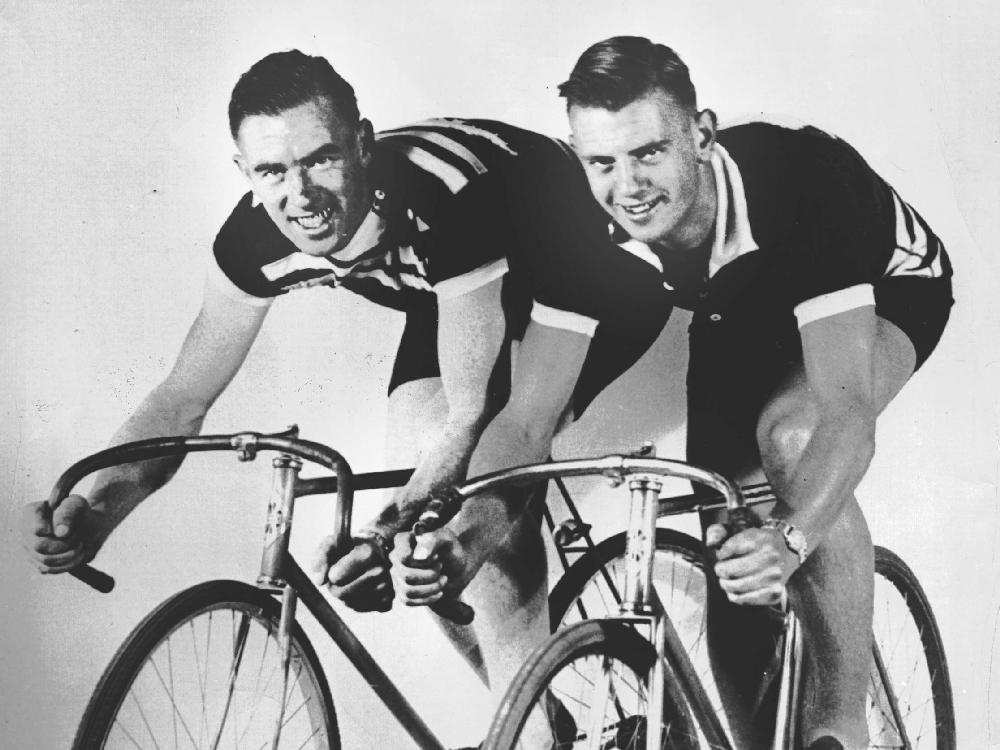
Bröderna Peden, William till vänster och Douglas till höger.

William John "Torchy" Peden, född den 16 april 1906 i Victoria, British Columbia, död den 30 januari 1980 i Northbrook, Illinois, var en kanadensisk bancyklist. Som amatör representerade han Kanada vid Olympiska spelen 1928, där han deltog i linjelopp, lagtempo och lagförföljelselopp., och blev därefter professionell. Han vann totalt 38 sexdagarslopp (samtliga i USA eller Kanada) under karriären och ligger med detta på åttonde plats på listan över flest sexdagarssegrar genom tiderna. I många av loppen körde han i par med sin tio år yngre bror "Doug" Peden. Efter 1942 upphörde sexdagarsloppen (USA gick med i andra världskriget) och han tjänstgjorde sedan i det kanadensiska flygvapnet. Sitt sista sexdagarslopp körde Peden 1948 (Buffalo i oktober), varefter han bosatte sig i närheten av Chicago och öppnade en sportbutik.
Peden valdes in i Canada's Sports Hall of Fame 1955.

## Meriter[2]
Siffran inom parentes anger antalet segrar. Bancykling och sexdagarslopp är en vintersport, varför resultaten listats säsongsvis. Beroende på det lokala publikunderlaget ordnades ofta två lopp per säsong, och ibland tre.
| 1929/1930 2:a i Montreals sexdagars (november) med Bill Cole 2:a i Montreals sexdagars (april) med Lew Elder 1930/1931 (1) Vinnare av Montreals sexdagars (april) med Henri Lepage 2:a i Montreals sexdagars (november) med Reginald Fielding 1931/1932 (7) Vinnare av Portlands sexdagars (augusti) med Mike Defilippo Vinnare av Montreals sexdagars (oktober) med Henri Lepage Vinnare av Minneapolis sexdagars (november) med Jules Audy Vinnare av Milwaukees sexdagars (januari) med Godfrey Parrot Vinnare av New Yorks sexdagars (mars) med Reginald McNamara Vinnare av Montreals sexdagars (april) med Jules Audy Vinnare av Torontos sexdagars (maj) med Reginald Fielding 2:a i Philadelphias sexdagars (mars) med George Dempsey 1932 (1) Vinnare av Atlantic Citys sexdagars (utomhus i juli) med Franco Giorgetti 1932/1933 (6) Vinnare av Montreals sexdagars (oktober) med Reginald Fielding Vinnare av Minneapolis sexdagars (november) med Jules Audy Vinnare av Chicagos sexdagars (november) med Jules Audy Vinnare av New Yorks sexdagars (december) med Fred Spencer Vinnare av Milwaukees sexdagars (december) med Gus Rye Vinnare av Saint Louis sexdagars (februari) med Henri Lepage 2:a i Montreals sexdagars (april) med Laurent Gaudou 2:a i Torontos sexdagars (maj) med Jules Audy 1933/1934 (9) Vinnare av Detroits sexdagars (september) med Stanley Jackson Vinnare av Minneapolis sexdagars (november) med Henri Lepage Vinnare av New Yorks sexdagars (december) med Alfred Letourneur Vinnare av Buffalos sexdagars (januari) med Fred Ottevaire Vinnare av Pittsburghs sexdagars (mars) med Jules Audy Vinnare av Chicagos sexdagars (mars) med Tony Schaller Vinnare av Clevelands sexdagars (april) med Freddy Zäch Vinnare av Montreals sexdagars (april) med Jules Audy Vinnare av Torontos sexdagars (maj) med Jules Audy 2:a i Montreals sexdagars (oktober) med Jules Audy 2:a i Chicagos sexdagars (november) med Alfred Letourneur 3:a i Torontos sexdagars (oktober) med Ewald Wissel 1934/1935 (4) Vinnare av Detroits sexdagars (september) med Frank Bartell Vinnare av Milwaukees sexdagars (november) med Jules Audy och Henri Lepage Vinnare av Kansas Citys sexdagars (januari) med Piet van Kempen Vinnare av Torontos sexdagars (maj) med Albert Crossley 2:a i Torontos sexdagars (november) med Sydney Cozens och Godfrey Parrot 2:a i Minneapolis sexdagars (december) med Jules Audy och Henri Lepage 3:a i Pittsburghs sexdagars (september) med Sydney Cozens |  | 1935/1936 2:a i Chicagos sexdagars (mars) med Jules Audy 2:a i Torontos sexdagars (maj) med Jules Audy 3:a i Pittsburghs sexdagars (november) med Henri Lepage 3:a i Milwaukees sexdagars (januari) med Jules Audy 3:a i Chicagos sexdagars (november) med Jules Audy 1936/1937 (2) Vinnare av Buffalos sexdagars (februari) med Doug Peden Vinnare av Louisvilles sexdagars (april) med Jules Audy 2:a i New Yorks sexdagars (december) med Robert Thomas 2:a i Minneapolis sexdagars (december) med George Dempsey 2:a i Clevelands sexdagars (januari) med Jules Audy 2:a i Pittsburghs sexdagars (april) med Doug Peden 3:a i Chicagos sexdagars (mars) med Jules Audy 1937/1938 (2) Vinnare av Torontos sexdagars (oktober) med Doug Peden Vinnare av San Franciscos sexdagars (februari) med Doug Peden 2:a i Chicagos sexdagars (mars) med Doug Peden 2:a i Buffalos sexdagars (mars) med Doug Peden 3:a i Montreals sexdagars (oktober) med Doug Peden 3:a i Chicagos sexdagars (november) med Doug Peden 3:a i New Yorks sexdagars (december) med Doug Peden 1938/1939 (2) Vinnare av Montreals sexdagars (oktober) med Doug Peden Vinnare av New Yorks sexdagars (maj) med Doug Peden 2:a i New Yorks sexdagars (september) med Doug Peden 2:a i Chicagos sexdagars (november) med Doug Peden 2:a i Buffalos sexdagars (november) med Doug Peden 3:a i Chicagos sexdagars (mars) med Doug Peden 1939/1940 (1) Vinnare av Chicagos sexdagars (november) med Doug Peden 2:a i New Yorks sexdagars (november) med Doug Peden 2:a i Buffalos sexdagars (mars) med Doug Peden 2:a i Pittsburghs sexdagars (april) med Doug Peden 1940/1941 (2) Vinnare av Washingtons sexdagars (september) med Cesare Moretti Vinnare av Chicagos sexdagars (november) med Cecil Yates 2:a i Montreals sexdagars (oktober) med René Cyr 1941/1942 2:a i Milwaukees sexdagars (januari) med Doug Peden 3:a i Montreals sexdagars (oktober) med Doug Peden 3:a i Chicagos sexdagars (januari) med Charly Yaccino 1942/1943 (1) Vinnare av Montreals sexdagars (oktober) med Charles Bergna |